# 北極氣候衝擊評估
北極氣候衝擊評估是研究在北極持續的氣候變化和相關的後果，如溫度上升、海冰損失、史無前例的格陵蘭冰床融化和對生態系統、動物和人類的許多衝擊。北極氣候衝擊評估是第一手的全面研究，作為充分的參考，也是對北極氣候變化和對區域和世界的衝擊作出的獨立評估。該項目是由政府間的北極議會和非政府國際北極科學委員會所帶領的。三百位科學家的研究工作已經長達三年時間。
北極氣候衝擊評估秘書處設置在阿拉斯加費爾班大學內的國際北極研究中心。
一份長達140頁的綜合報告「溫暖北極的衝擊」在2004年11月發佈。2005年末，發佈了相關的科學報告。兩份報告都可以從北極氣候衝擊評估網站自由地下載。

## 外部連結
- 北極氣候衝擊評估（页面存档备份，存于）
- 真實氣候組織（页面存档备份，存于）